# Мазури (Хидринский сельсовет)
Мазури́ (бел. Мазуры) — деревня в Кобринском районе Брестской области Белоруси. Входит в состав Хидринского сельсовета.
По данным на 1 января 2016 года население составило 446 человек в 157 домохозяйствах.
В деревне расположен магазин.

## География
Деревня расположена в 3 км к юго-западу от города и станции Кобрин, в 42 км к востоку от Бреста, на автодороге М1 Брест-Минск.
На 2012 год площадь населённого пункта составила 0,47 км² (47 га).

## История
Населённый пункт известен с 1890 года. В разное время население составляло:
- 1999 год: 86 хозяйств, 283 человека;
- 2005 год: 101 хозяйство, 284 человека;
- 2009 год: 278 человек;
- 2016 год[2]: 157 хозяйств, 446 человек;
- 2019 год[1]: 413 человек.